# جان دارنيل
جان دارنيل (بالإنجليزية: Jean Darnell)‏ هي ممثلة أمريكية، ولدت في 1889 في شيرمان في الولايات المتحدة، وتوفيت في 20 يناير 1961 في دالاس في الولايات المتحدة.

## وصلات خارجية
- جان دارنيل على موقع IMDb (الإنجليزية)
- جان دارنيل على موقع قاعدة بيانات الفيلم (الإنجليزية)